# Наступ на півдні Сирії (2024)
Починаючи з 29 листопада 2024 року, південні сирійські опозиційні сили розпочали атаки на провінцію Дар'а і Ес-Сувейда на півдні Сирії, вздовж кордону з Йорданією. Наступ був публічно оголошений як скоординований з наступом на північному заході Сирії з метою здійснення кліщового руху в напрямку Дамаска. Сирійські збройні сили розпочали контрнаступ, в тому числі розгорнули військовий контингент у стратегічному місті Дар'а.

## Передумови
З липня 2018 року Дараа офіційно перебуває під контролем уряду після укладення угоди про врегулювання за посередництва Росії. Однак повна легитимність уряду в регіоні залишається під питанням, особливо в Дараа аль-Балад і західних сільських районах.

## Підготовка
Після початку наступу на північному заході Сирії, сирійські повстанські сили на півдні країни оприлюднили публічну заяву, яку приписують «Революціонерам і вільним людям східного регіону Хавран», в якій заявлено про плани координувати військові дії з північними опозиційними групами. Повстанські угруповання мали намір реалізувати план руху кліщами, націлений на Дамаск з одночасним тиском як з боку північних, так і південних опозиційних сил. Південний опозиційний рух, зосереджений у провінції Дар'а, створив скоординовану військову структуру за участю багатьох фракцій, включаючи Восьму бригаду. Місцеве ЗМІ «Daraa 24» повідомило про плани цілеспрямованих операцій проти урядових військових об'єктів і контрольно-пропускних пунктів у регіоні.
Починаючи з 29 листопада, повстанські групи розпочали операції проти урядових об'єктів по всьому південному регіону, приділяючи особливу увагу провінціям Дар'а і Ес-Сувейда. В Інхілі, на північ від Дар'а, опозиційні сили взяли в облогу Центр державної безпеки. Одночасно було завдано ракетного удару по об'єкту розвідки ВПС в Ес-Сувейді. 
Невідомі бойовики обстріляли військовослужбовців Сирійських збройних сил поблизу міста Ом Шама на сході провінції Сувейда, в результаті чого загинув старший лейтенант з Тартуса і ще двоє військовослужбовців отримали поранення. 30 листопада ще один старший лейтенант збройних сил і троє членів бедуїнського племені були застрелені бойовиками.  У місті Тафс на заході Дар'а в результаті обстрілу загинув командир місцевої озброєної групи, ще один отримав поранення. 
30 листопада сирійські збройні сили здійснили значне військове розгортання в Дар'а, стратегічному місті на півдні Сирії. Військове керівництво підтвердило, що це розгортання є частиною поточних операцій з забезпечення національної безпеки, зокрема, спрямованих на вирішення проблем, пов'язаних з бойовими організаціями, що діють на південних сирійських територіях. Головне командування Збройних сил Сирії опублікувало офіційну заяву щодо цієї операції і оголосило, що збройні сили здійснюють контрзаходи у відповідь для боротьби з «терористичними організаціями» в регіоні.

## Наступальна операція
6 грудня 2024 року кілька міст у провінції Дар'а, зокрема Габагіб, Ель-Джіза, Аль-Гарія аш-Шаркія, Інхіл, Барка, Джасім, Намір і Сімлін, а також прикордонний перехід Насіб перейшли під контроль місцевих сил. Більше того, ще більше міст, включаючи Бусра-аль-Харір, Нава, Махайя, а також весь прикордонний регіон Йорданії, повністю перейшли під контроль повстанців.
Повстанці заявили, що взяли під свій контроль 52-гу Базу, другу за величиною урядову військову базу в провінції Дар'а, після перестрілки з силами режиму на базі і в сусідньому місті Ель-Хірак. До кінця дня повстанцям вдалося повністю убезпечити місто Дар'а на додаток до Ізри, вперше з початку громадянської війни.
У Ес-Сувейді протестувальникам вдалося повністю взяти під контроль місто, забезпечивши безпеку і військовим об'єктам, включаючи центральну в'язницю, штаб-квартиру відділення партії Баас, поліцейський відділок і багато військових блокпостів. Того ж дня четверо цивільних осіб були вбиті в результаті окремих інцидентів.
На початок 7 грудня повстанці захопили 90% території провінції Дар'а, за винятком Ес-Санамейн, і забезпечили проурядовим силам безпечний прохід до Дамаска. Пізніше того ж ранку повстанці також захопили провінцію Кунейтра після того, як проурядові сили відступили в напрямку Дамаска. Того ж дня ізраїльська армія допомогла СООННР відбити напад.
Командир ХТШ заявив, що після захоплення Ес-Санамейна його війська перебувають менш ніж за 20 кілометрів від південних воріт Дамаска. Сирійські державні ЗМІ повідомили про запуски балістичних ракет з Дамаску в напрямку Дар'а.
7 грудня 2024 року внаслідок обстрілу сирійської армії в Дар'а загинули шестеро цивільних осіб.

## Наслідки
Після падіння Дамаска 8 грудня ЦАХАЛ створив буферну зону з додатковою військовою присутністю на Голанських висотах, вперше з 1974 року. ЦАХАЛ також зайняв позиції на сирійському боці гори [Хермон (гора)|Хермон]].
11 грудня лідер ХТШ Ахмед аль-Шараа зустрівся з повстанцями, які брали участь у наступі на півдні Сирії.

## Реакція
- У багатьох містах провінції Дараа відбулися громадські демонстрації на підтримку повстанських сил, у тому числі в Телль-Шіхабі, Тафасі, Нахті, Маарабі, Ель-Джізі та Ель-Хіраку. Під час цих подій сирійські урядові війська, за повідомленнями, відкрили вогонь по протестувальниках у місті Інхіл, розташованому на півночі Дар'а[8].
- Йорданія закрила прикордонний перехід Насіб у відповідь на військову ескалацію на півдні Сирії[31].
- Ізраїль посилив 201-у дивізію і перекинув додаткові війська на Голанські висоти[32].
- Колишній проповідник мечеті Дар'а Омарі і релігійний лідер шейх Ахмед аль-Саяснех схвалив військову кампанію опозиції як необхідну відповідь на дії урядових військ і пов'язаних з Іраном ополченців[8].